# Liste der Biografien/Grol
Liste der Biografien |
Portal Biografien |
Personensuche
# |
A |
B |
C |
D |
E |
F |
G |
H |
I |
J |
K |
L |
M |
N |
O |
P |
Q |
R |
S |
T |
U |
V |
W |
X |
Y |
Z |
?
 
Ga |
Gb |
Gc |
Gd |
Ge |
Gf |
Gh |
Gi |
Gj |
Gk |
Gl |
Gm |
Gn |
Go |
Gp |
Gq |
Gr |
Gs |
Gu |
Gv |
Gw |
Gy |
Gz
 
Gra |
Grb–Grd |
Gre |
Grg |
Gri |
Grj |
Grk |
Grl |
Grm |
Gro |
Grs |
Gru |
Gry |
Grz
 
Groa |
Grob |
Groc |
Grod |
Groe |
Grof |
Grog |
Groh |
Groi |
Groj |
Grok |
Grol |
Grom |
Gron |
Groo |
Grop |
Gros |
Grot |
Grou |
Grov |
Grow |
Groy |
Groz
Die Liste der Biografien führt alle Personen auf, die in der deutschsprachigen Wikipedia einen Artikel haben. Dieses ist eine Teilliste mit 75 Einträgen von Personen, deren Namen mit den Buchstaben „Grol“ beginnt.

## Grol
- Grol, Henk (* 1985), niederländischer Judoka

### Grole
- Groleau, François (* 1973), kanadischer Eishockeyspieler

### Groli
- Grolier, Jean (1479–1565), französischer Kunst- und Bücherliebhaber; Politiker
- Grolig, Curt Victor Clemens (1805–1862), deutscher Landschafts- und Marinemaler
- Grolig, Wilfried (* 1949), deutscher Diplomat
- Grolimund, Cornelia (* 1967), Schweizer Sängerin und Schauspielerin
- Grolimund, Georges (1894–1983), Schweizer Radrennfahrer und Schrittmacher
- Grolimund, Imma (1872–1944), Schweizer Schriftstellerin und Lehrerin
- Grolimund, Joel (* 1991), Schweizer Fernseh- und Hörfunkmoderator, sowie Journalist
- Grolimund, Josef (1909–2006), Schweizer Politiker (FDP)
- Grolitsch, Lisbeth (1922–2017), deutsche Publizistin, Vertreterin neonazistischer und völkischer Ideologie

### Groll
- Groll, Albert Lorey (1866–1952), US-amerikanischer Landschaftsmaler und Radierer
- Groll, Andreas (1812–1872), österreichischer Fotograf
- Groll, Andreas (1850–1907), österreichischer Maler und Zeichenlehrer
- Groll, Andy (* 1974), deutscher Filmkomponist
- Groll, Anna Elisabeth (1856–1937), niederländische Stifterin
- Groll, Edgar (1874–1949), deutscher Verwaltungsjurist und Bezirksoberamtmann in Günzburg
- Groll, Elisabeth (* 1987), deutsche Naturbahnrodlerin
- Groll, Emil (1904–1978), deutscher Politiker (SPD), MdL
- Groll, Florentin (* 1945), österreichischer Schauspieler, Sprecher und Theaterregisseur
- Groll, Franz (* 1943), deutscher Politiker (DIE LINKE), Ingenieur, Manager, Entwicklungshelfer
- Groll, Gunter (1914–1982), deutscher Dramaturg, Filmkritiker, Lektor und Schriftsteller
- Groll, Hannes (* 1984), deutscher Naturbahnrodler
- Groll, Hans (1909–1975), österreichischer Sportwissenschaftler und Sportpädagoge
- Groll, Hermann (1888–1947), deutscher Pathologe, Hochschullehrer in Würzburg
- Groll, Horst (1924–2017), deutscher Hochfrequenztechniker und Hochschullehrer
- Groll, Inge (* 1946), deutsche Schauspielerin
- Groll, Jacob (* 1979), österreichischer Filmregisseur und Drehbuchautor
- Groll, Joseph (1813–1887), bayerischer BraumeisterJoseph Groll (1813–1887)

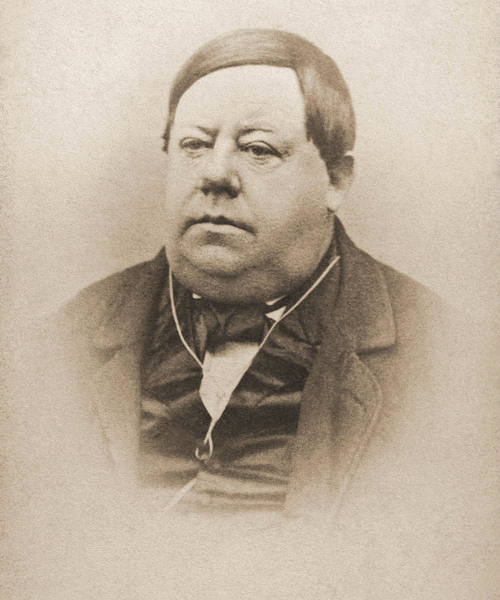
Joseph Groll (1813–1887)

- Groll, Klaus Michael (* 1945), deutscher Jurist (Erbrecht)
- Gröll, Laura (* 1998), deutsche Leichtathletin
- Groll, Ludwig (1899–1979), österreichischer Politiker (NSDAP), Landtagsabgeordneter
- Groll, Max (1876–1916), deutscher Geograph und Kartograf
- Groll, Melanie (* 1987), deutsche Fußballspielerin
- Gröll, Michael (1722–1798), deutschstämmiger Drucker, Verleger, Buchhändler und Hofrat
- Groll, Oskar (1875–1946), deutscher Politiker
- Groll, Peter (* 1974), slowakischer Komponist
- Groll, Rainer, deutscher Basketballspieler
- Groll, Rüdiger von (1937–2020), deutscher Jurist
- Groll, Theodor (1857–1913), deutscher Genre-, Landschafts- und Architekturmaler der Düsseldorfer Schule
- Groll, Tina (* 1980), deutsche Journalistin
- Grolle, Daniel (* 1963), deutscher Schriftsteller und Tai-Chi-Trainer
- Grolle, Ingeborg (* 1931), deutsche Historikerin
- Grolle, Joist (* 1932), deutscher Historiker, Hochschullehrer und Politiker (SPD), MdL
- Grolle, Riclef (1934–2004), deutscher Bryologe
- Gröller, Amin-Elias (* 2005), österreichischer Fußballspieler
- Groller, Balduin (1848–1916), österreichischer Journalist, Schriftsteller und Sportfunktionär
- Gröller, Eduard (* 1962), österreichischer Informatiker und Hochschullehrer
- Groller-Mildensee, Maximilian von (1838–1920), österreichischer Oberst, Provinzialrömischer Archäologe und Mappierungsunterdirektor
- Grolli, Douglas (* 1989), brasilianischer Fußballspieler
- Grollitsch, Udo (* 1940), österreichischer Hochschullehrer und Politiker (FPÖ), Abgeordneter zum Nationalrat
- Grollmann, Franz (1911–1999), deutscher Orgelbauer
- Gröllmann, Jenny (1947–2006), deutsche Schauspielerin und HörspielsprecherinJenny Gröllmann (1947–2006)

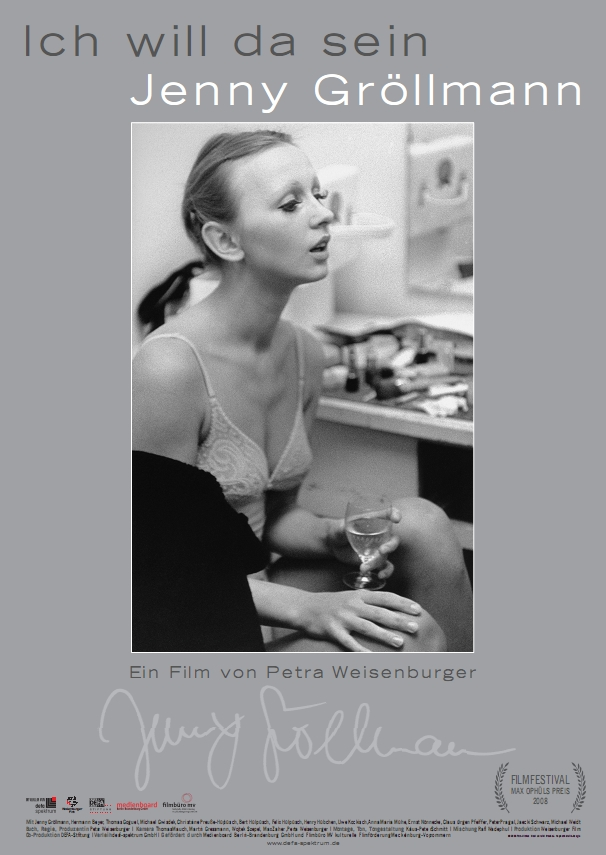
Jenny Gröllmann (1947–2006)

- Gröllmann, Otto (1902–2000), deutscher Bühnenbildner und Widerstandskämpfer gegen den Nationalsozialismus
- Grollmann-Mock, Gabriele (* 1959), deutsche Kommunalbeamtin und hauptamtliche Bürgermeisterin
- Grollmuß, Maria (1896–1944), deutsche katholische sorbische Publizistin und sozialistische Widerstandskämpferin gegen das NS-Regime

### Grolm
- Grolman, August von (1805–1848), deutscher Rechtswissenschaftler und Hochschullehrer
- Grolman, Eduard von (1812–1890), Generalleutnant und Kriegsminister Großherzogtum Hessen
- Grolman, Emil von (1809–1864), Richter und Landtagsabgeordneter Großherzogtum Hessen
- Grolman, Ernst von (1832–1904), preußischer Offizier, zuletzt General der Infanterie
- Grolman, Friedrich Georg Ludwig von (1726–1789), preußischer Oberst, Kommandeur des Infanterieregiments „Billerbeck“
- Grolman, Friedrich von (1784–1859), Richter und Landtagsabgeordneter Großherzogtum Hessen
- Grolman, Friedrich von (1817–1881), preußischer Generalleutnant
- Grolman, Georg Arnold von (1678–1762), preußischer Oberst, Chef des Garnisonsbataillons Nr. 3, Kommandant von Kolberg
- Grolman, Heinrich Dietrich von (1740–1840), Jurist, preußischer Wirklicher Geheimer Rat, Präsident des Geheimen Obertribunals und Mitglied des Staatsrats
- Grolman, Helmuth von (1898–1977), deutscher Generalleutnant, Politiker, Wehrbeauftragter des Deutschen Bundestages
- Grolman, Karl Ludwig Wilhelm von (1775–1829), Jurist
- Grolman, Karl von (1777–1843), preußischer General der Infanterie, Kommandierender General des V. Armee-Korps
- Grolman, Ludwig Karl von (1824–1877), Kreisrat des Kreises Offenbach
- Grolman, Tassilo von (* 1942), deutscher Produkt-Designer
- Grolman, Wilhelm Heinrich von (1781–1856), preußischer Jurist
- Grolman, Wilhelm von (1829–1893), preußischer General der Infanterie
- Grolman, Wilhelm von (1894–1985), deutscher Politiker (NSDAP), MdR, SS- und SA-Führer sowie PolizeipräsidentWilhelm von Grolman (1894–1985)

Wilhelm von Grolman (1894–1985)

### Groln
- Grolnick, Don (1947–1996), US-amerikanischer Jazz- und Fusion-Pianist und Komponist

### Grolz
- Grölz, Elena (1960–2025), deutsch-rumänische Handballspielerin